# Hasançavuş, Akçakoca
Hasançavuş là một xã thuộc huyện Akçakoca, tỉnh Düzce, Thổ Nhĩ Kỳ. Dân số thời điểm năm 2010 là 353 người.